# Щенуже
Щенуже (пол. Szczenurze, нім. Schönehr) — село в Польщі, у гміні Вицько Лемборського повіту Поморського воєводства.
Населення — 312 осіб (2011).
У 1975-1998 роках село належало до Слупського воєводства.

## Демографія
Демографічна структура станом на 31 березня 2011 року:
|          | Загалом | Допрацездатний вік | Працездатний вік | Постпрацездатний вік |
| -------- | ------- | ------------------ | ---------------- | -------------------- |
| Чоловіки | 155     | 34                 | 113              | 8                    |
| Жінки    | 157     | 46                 | 85               | 26                   |
| Разом    | 312     | 80                 | 198              | 34                   |